# Perdiu de mar fumada
La perdiu de mar fumada (Glareola nuchalis) és una espècie d'ocell de la família dels glareòlids (Glareolidae). Habita rius i llacs amb roques de gran part de l'Àfrica subsahariana, des del Camerun, cap a l'est fins a Etiòpia i cap al sud fins Zimbàbue.